# Buses MAN SE
El grupo MAN SE es conocido por producir autobuses y camiones, aunque el grupo esta primariamente enfocado a actividades de ingeniería.

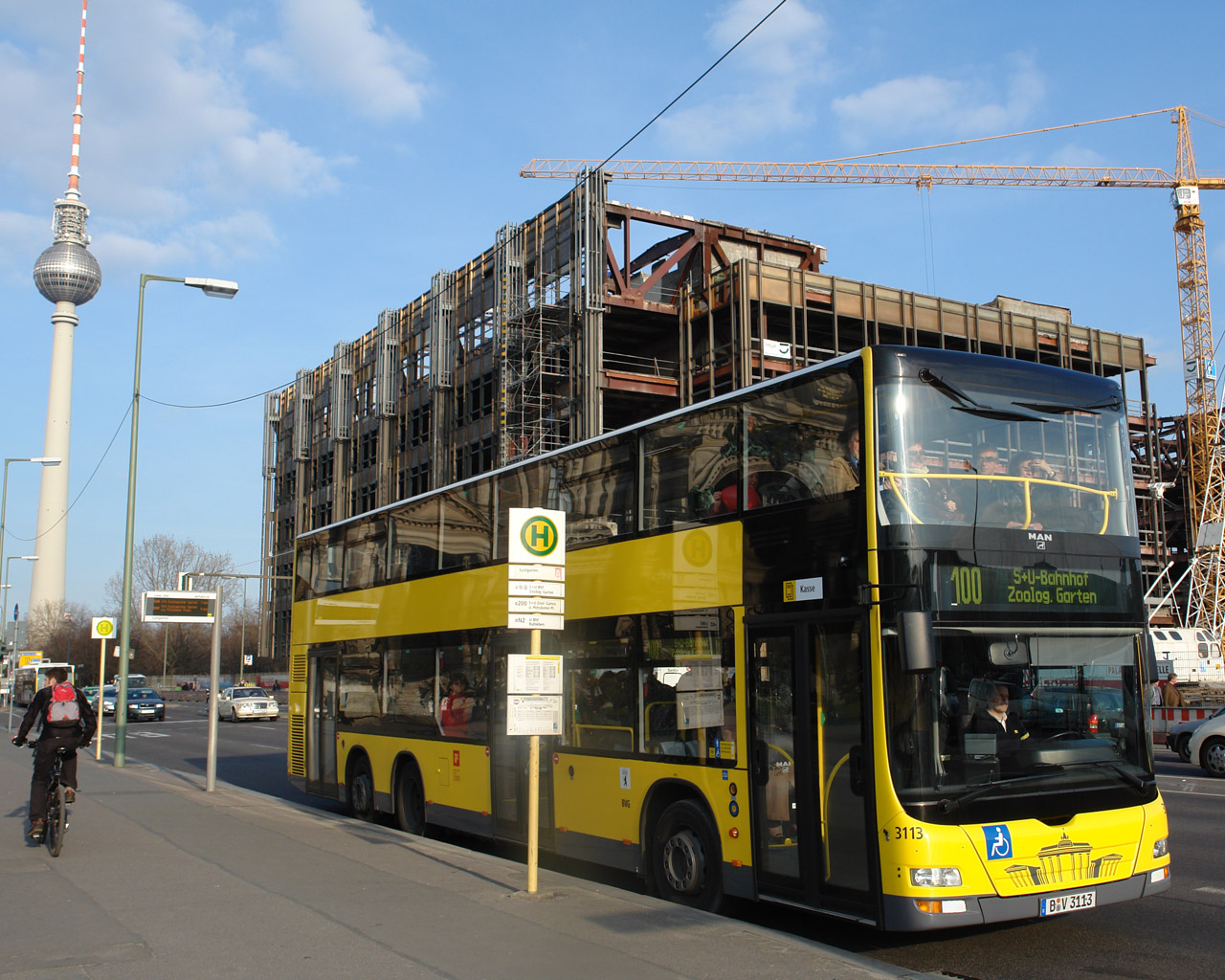
Un MAN Lion's City.

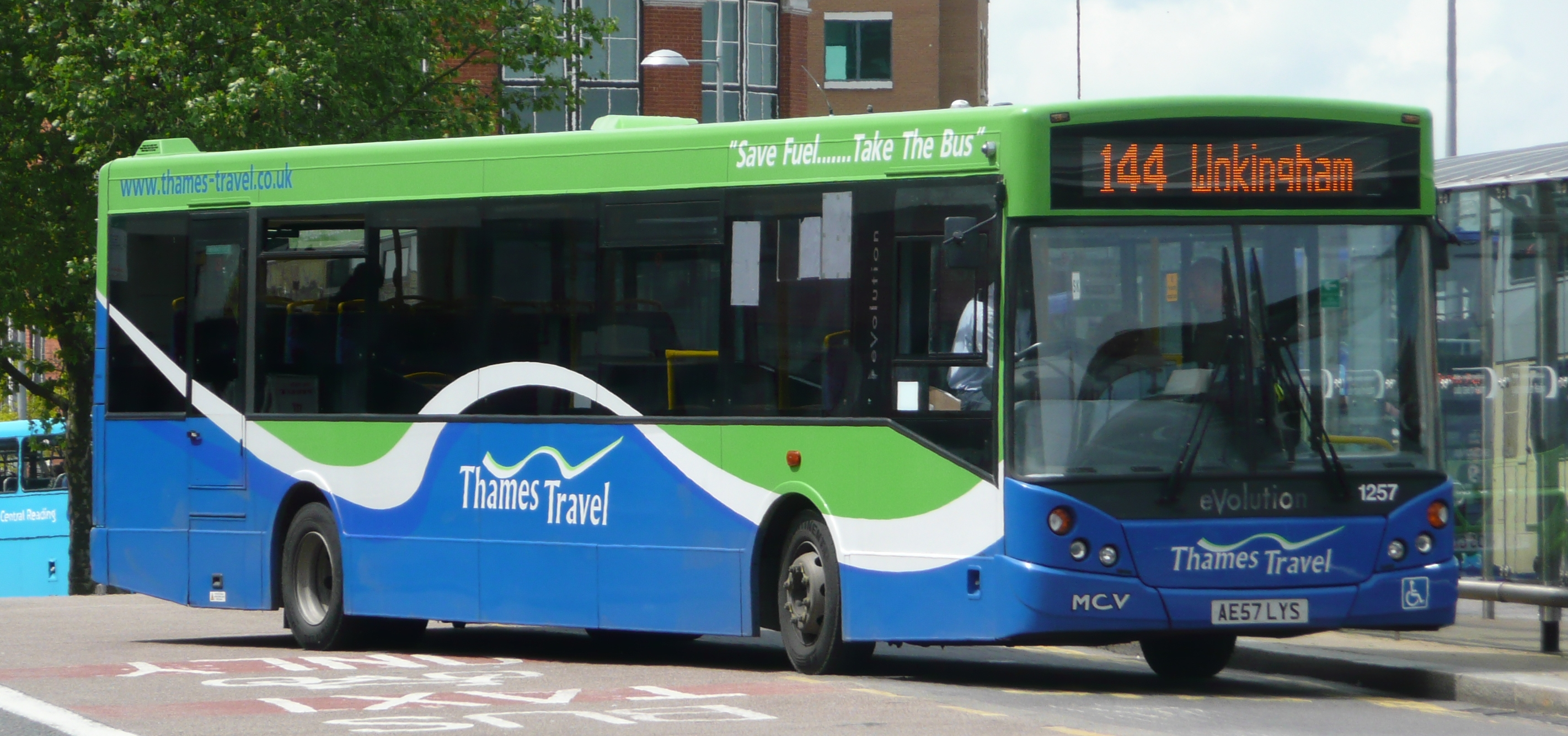
A MAN 14.220/MCV Evolution.

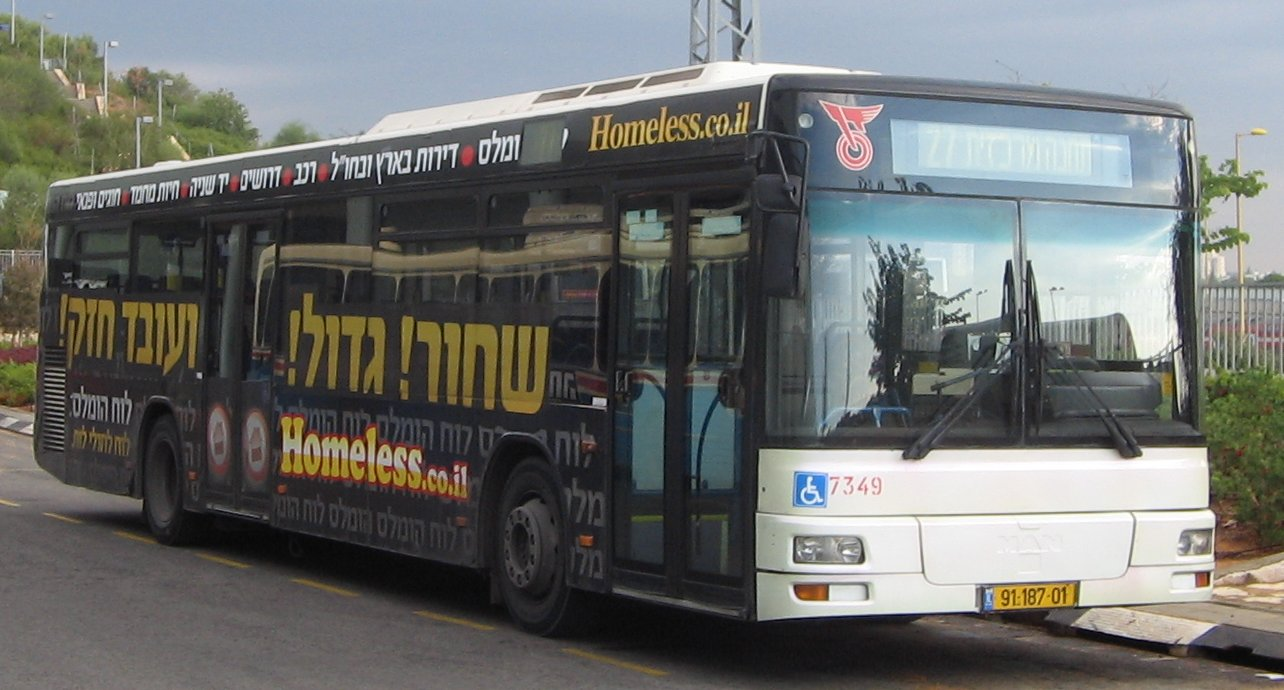
Un MAN NL263 de un piso.

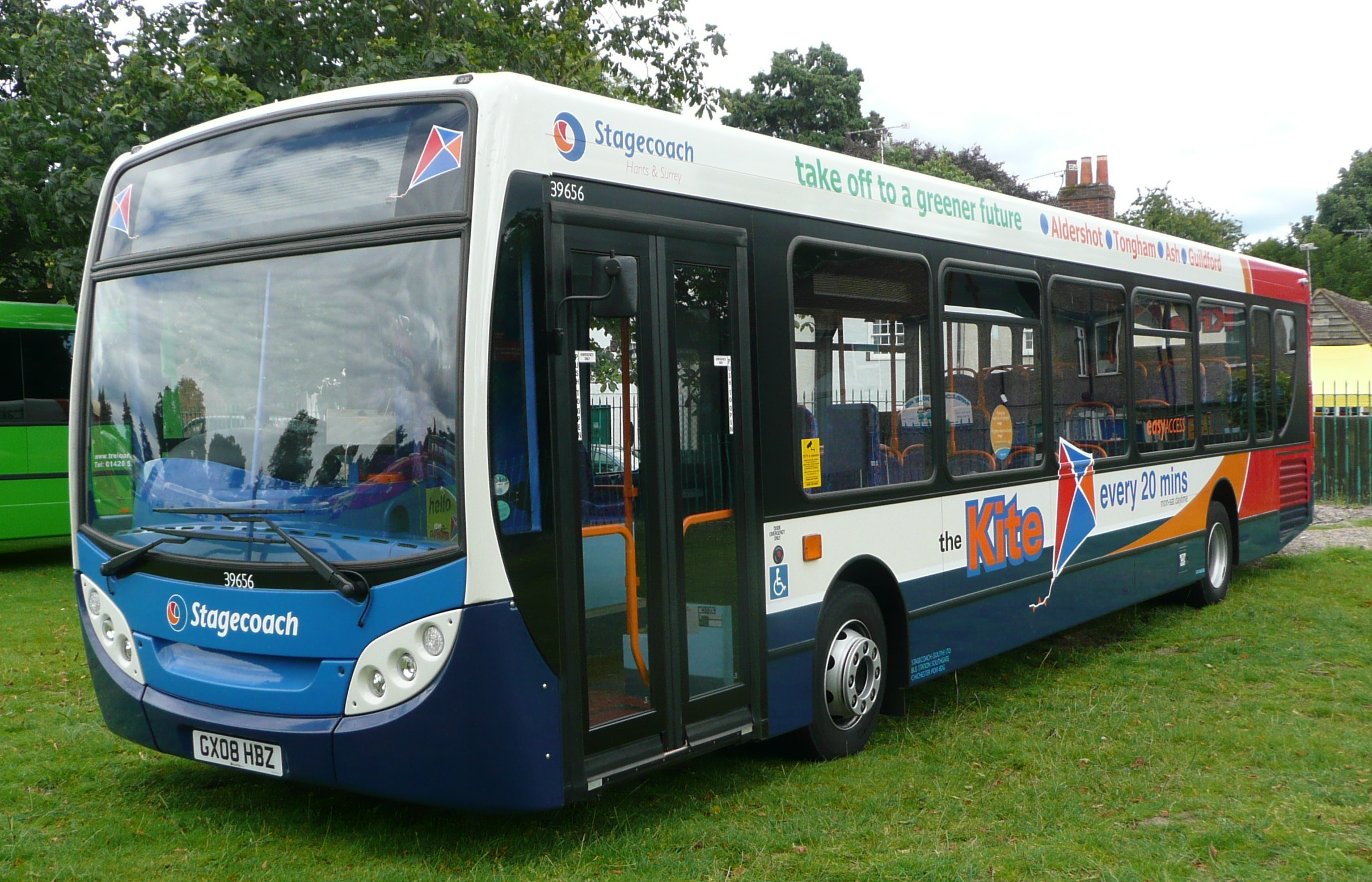
Un MAN 14.240.

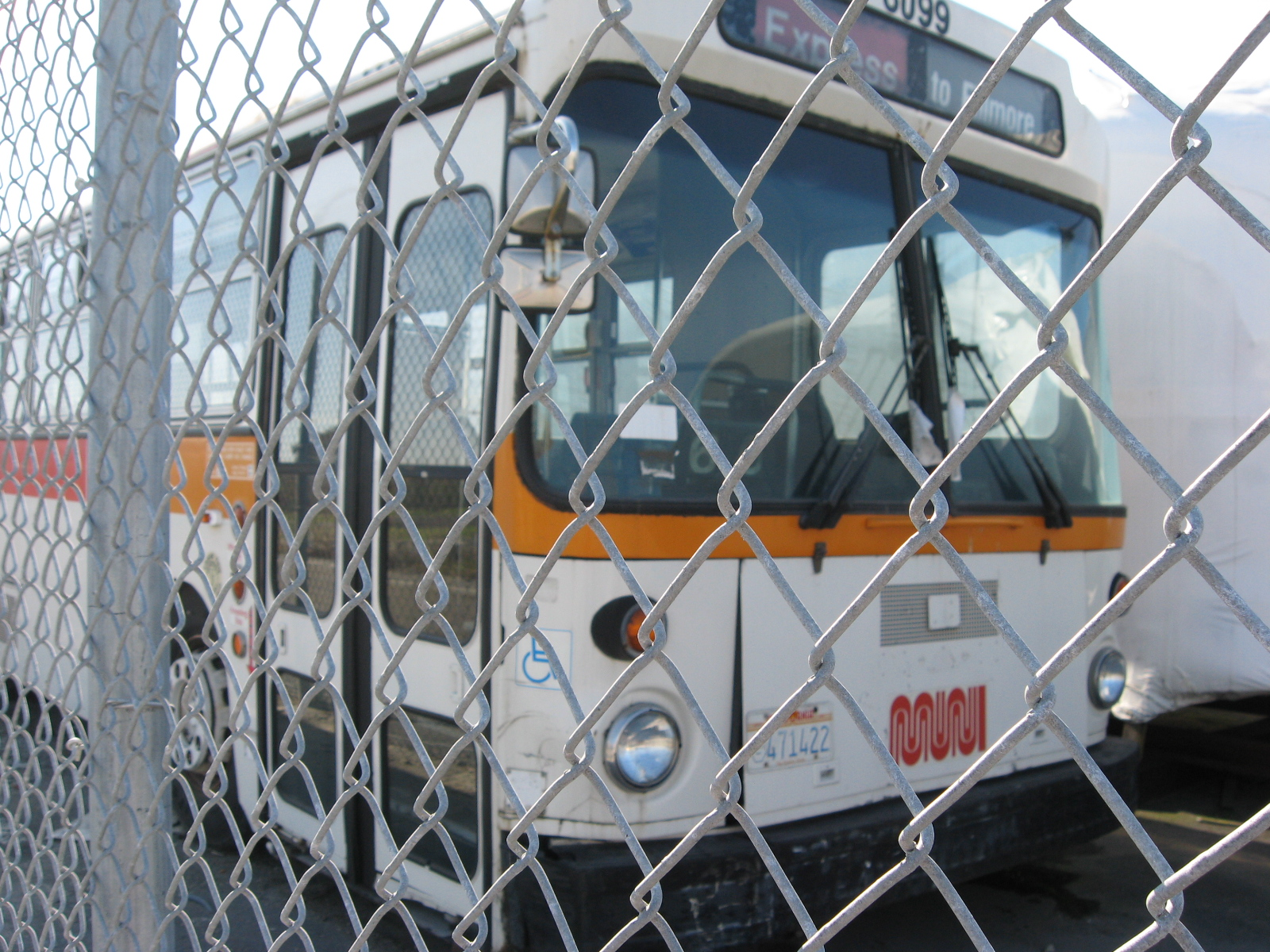
Un bus MAN retirado.

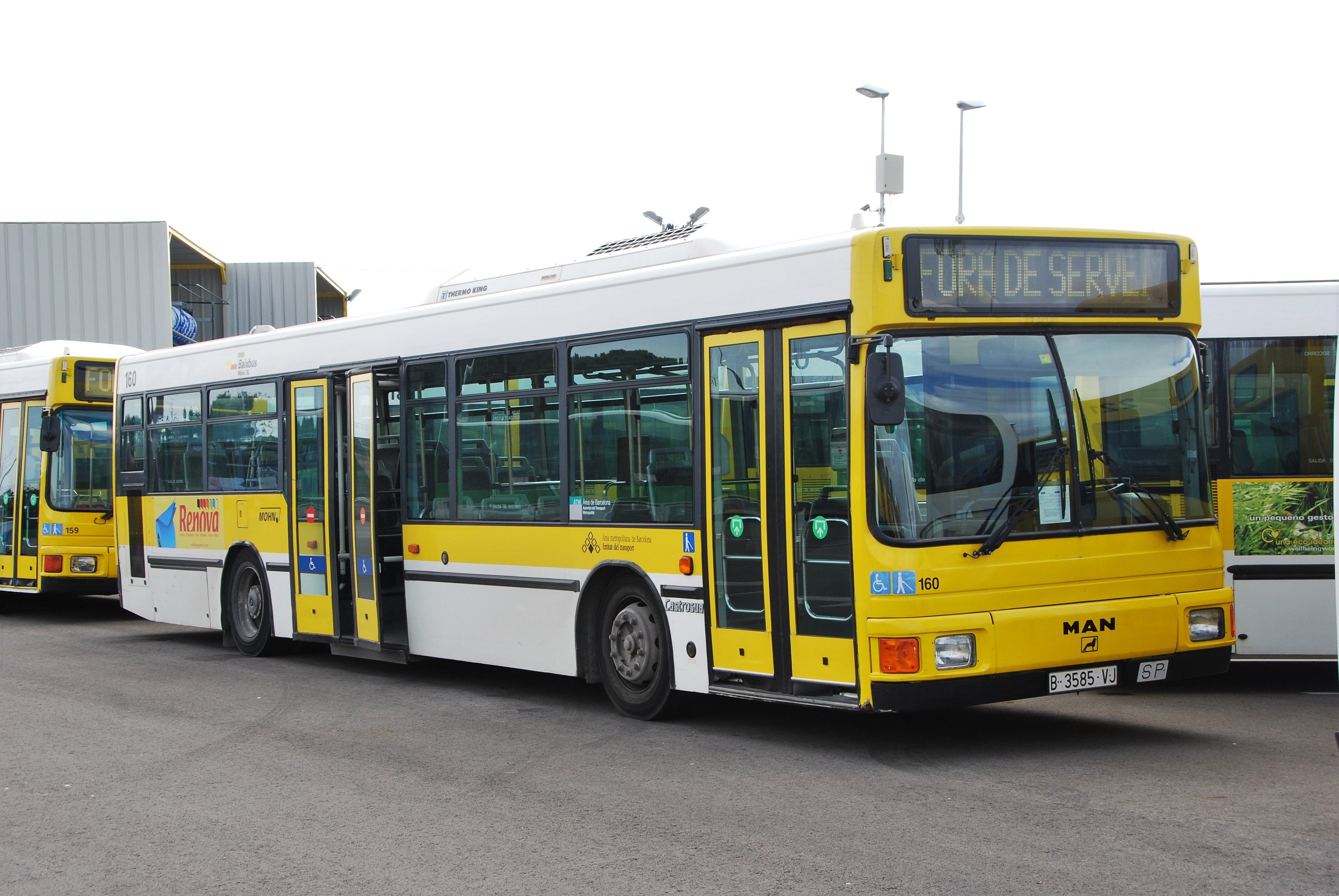
Un bus MAN descansando en la cochera.

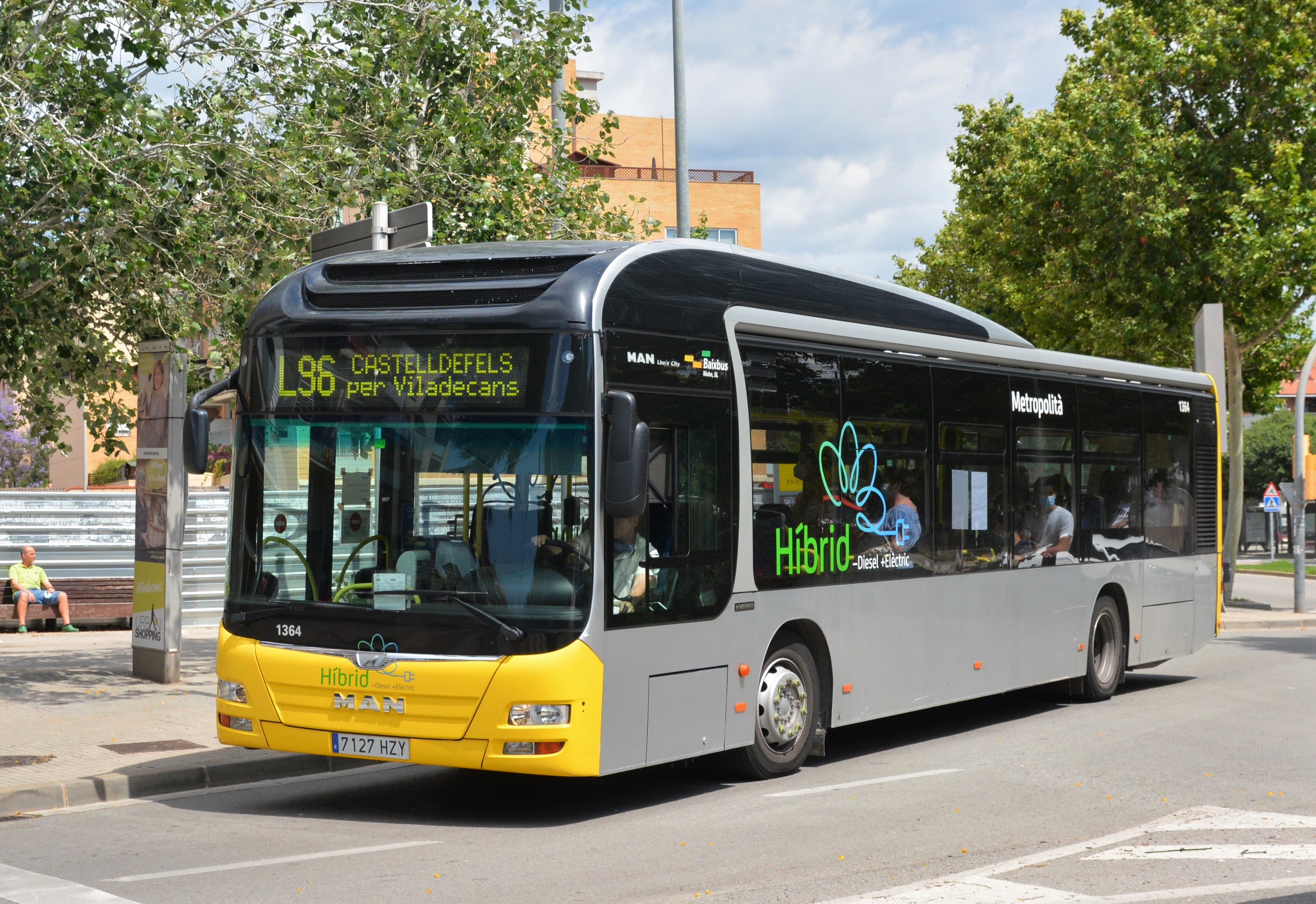
Un bus MAN Lion's City híbrido.

## Productos buses MAN
- Lion's City, incluye una versión híbrida.
- Lion's Classic
- Lion's Regio
- SG220
- SG310
- SL200
- SL40-102 Americana city bus
- SL202
- NL202
- SL252
- NM 223/283
- NL/ÜL 313/363 F (LF)
- NL 223/233/263 (LF)
- NL 262/R
- NG 263/313/363 F (LF)
- ND 243 F
- 10.225 FOCL midi coach
- 12.220 HOCL
- 14.280 HOCL
- 12.220 HOCL-NL
- 14.220 HOCL-NL
- 16.200
- 18.220/ 260/ 280 HOCL-SL
- 18.220/ 260/ 280/ 310/ 360 HOCL-SÜ
- 18.220/ 260/ 310 HOCL-NL (LF)
- 18.260/ 310/ 360/ 400/ 410/ 460 HOCL
- 24.310/ 360/ 410/ 460 HOCLN
- 28.310 HGOCL